# Czarnia Duża (gromada)
Czarnia Duża (od 1 I 1957 Zambrzyca) – dawna gromada, czyli najmniejsza jednostka podziału terytorialnego Polskiej Rzeczypospolitej Ludowej w latach 1954–1972.
Gromady, z gromadzkimi radami narodowymi (GRN) jako organami władzy najniższego stopnia na wsi, funkcjonowały od reformy reorganizującej administrację wiejską przeprowadzonej jesienią 1954 do momentu ich zniesienia z dniem 1 stycznia 1973, tym samym wypierając organizację gminną w latach 1954–1972.
Gromadę Czarnia Duża z siedzibą GRN w Czarni Dużej utworzono – jako jedną z 8759 gromad na obszarze Polski – w powiecie rypińskim w woj. bydgoskim, na mocy uchwały nr 24/10 WRN w Bydgoszczy z dnia 5 października 1954. W skład jednostki weszły obszary dotychczasowych gromad Czarnia Duża, Czarnia Mała, Zambrzyca i Otocznia ze zniesionej gminy Skrwilno oraz obszar dotychczasowej gromady Dziki Bór ze zniesionej gminy Szczutowo w tymże powiecie. Dla gromady ustalono 17 członków gromadzkiej rady narodowej.
1 stycznia 1956 gromadę włączono do powiatu sierpeckiego w woj. warszawskim.
Gromadę zniesiono 1 stycznia 1957 przez przeniesienie siedziby GRN z Czarni Dużej do Zambrzycy ze zmianą nazwy jednostki na gromada Zambrzyca.